# Es busca minyona
Es busca minyona (títol original en anglès: Upstairs and Downstairs) és una pel·lícula britànica dirigida per Ralph Thomas i estrenada el 1959. Ha estat doblada al català.

## Argument
Les aventures de la jove parella Barry, de l'alta societat a la recerca del criat ideal i les seves diverses experiències amb diversos postulants (i postulantes)...
Aviat troben que el bon ajudant és difícil de trobar. Les enganxades amb maníacs, lladres de bancs, un gal·lès que arriba a Londres i fuig, i un seductor italià que converteix el lloc en una casa obscena. Quan Ingrid arriba de Suècia de fet es comencen a complicar les coses.

## Repartiment
- Michael Craig: Richard Barry
- Anne Heywood: Kate Barry
- Mylène Demongeot: Ingrid Gunnar
- James Robertson Justice: Mansfield
- Claudia Cardinale: Maria
- Sidney James: l'agent de policia Edwards
- Joan Hickson: Rosemary
- Joan Sims: Blodwen
- Joseph Tomelty: Arthur Farringdon
- Nora Nicholson: Edith Farringdon
- Barbara Steele: Mary
- Margalo Gillmore: Sra. McGuffey
- Daniel Massey: Wesley Cotes

## Al voltant de la pel·lícula
| «                  | vaig rodar un llarg esquetx en una encantadora pel·lícula que es dirà Upstairs and Downstairs , Un altre esquetx és rodat amb Claudia Cardinale, que conec. Té una bonica veu ronca i velada que aprecio… […] em delecto del que tinc a fer. Un personatge tendre i alegre. Frec i espontani. Una noia au pair que arriba de Suècia que s'enamora del seu patró i el patró, d'ella, és clar... després, esquinçada, les llàgrimes als ulls, tornarà al seu país. Molt bonica escena de comiat a l'estació. És tot, però és molt encantador. En la meva humil opinió, serà un dels meus millors papers d'aquells anys | » |
| — Mylène Demongeot | |   |